# Lutas nos Jogos Olímpicos de Verão de 1936
As lutas nos Jogos Olímpicos de Verão de 1936 foram realizados em Berlim, com quatorze eventos disputados, sendo sete categorias de luta greco-romana e sete categorias de luta livre.

## Eventos da luta
Luta livre: até 56 kg | 56-61 kg | 61-66 kg | 66-72 kg | 72-79 kg | 79-87 kg | +87 kg
Luta greco-romana: até 56 kg | 56-61 kg | 61-66 kg | 66-72 kg | 72-79 kg | 79-87 kg | +87 kg

## Luta livre

### Luta livre - até 56 kg
| Pos. | País                 | Atletas          |
| ---- | -------------------- | ---------------- |
|      | Hungria (HUN)        | Ödön Zombori     |
|      | Estados Unidos (USA) | Ross Flood       |
|      | Alemanha (GER)       | Johannes Herbert |

### Luta livre - 56-61 kg
| Pos. | País                 | Atletas            |
| ---- | -------------------- | ------------------ |
|      | Finlândia (FIN)      | Kustaa Pihlajamäki |
|      | Estados Unidos (USA) | Francis Millard    |
|      | Suécia (SWE)         | Gösta Jönsson      |

### Luta livre - 61-66 kg
| Pos. | País            | Atletas              |
| ---- | --------------- | -------------------- |
|      | Hungria (HUN)   | Károly Kárpáti       |
|      | Alemanha (GER)  | Wolfgang Ehrl        |
|      | Finlândia (FIN) | Hermanni Pihlajamäki |

### Luta livre - 66-72 kg
| Pos. | País                 | Atletas          |
| ---- | -------------------- | ---------------- |
|      | Estados Unidos (USA) | Frank Lewis      |
|      | Suécia (SWE)         | Thure Andersson  |
|      | Canadá (CAN)         | Joseph Schleimer |

### Luta livre - 72-79 kg
| Pos. | País                 | Atletas        |
| ---- | -------------------- | -------------- |
|      | França (FRA)         | Emile Poilvé   |
|      | Estados Unidos (USA) | Richard Voliva |
|      | Turquia (TUR)        | Ahmet Kireççi  |

### Luta livre - 79-87 kg
| Pos. | País           | Atletas       |
| ---- | -------------- | ------------- |
|      | Suécia (SWE)   | Knut Fridell  |
|      | Estônia (EST)  | August Neo    |
|      | Alemanha (GER) | Erich Siebert |

### Luta livre - +87 kg
| Pos. | País                 | Atletas           |
| ---- | -------------------- | ----------------- |
|      | Estônia (EST)        | Kristjan Palusalu |
|      | Checoslováquia (TCH) | Josef Klapuch     |
|      | Finlândia (FIN)      | Hjalmar Nyström   |

## Luta greco-romana

### Luta greco-romana - até 56 kg
| Pos. | País           | Atletas        |
| ---- | -------------- | -------------- |
|      | Hungria (HUN)  | Márton Lõrincz |
|      | Suécia (SWE)   | Egon Svensson  |
|      | Alemanha (GER) | Jakob Brendel  |

### Luta greco-romana - 56-61 kg
| Pos. | País            | Atletas        |
| ---- | --------------- | -------------- |
|      | Turquia (TUR)   | Yaşar Erkan    |
|      | Finlândia (FIN) | Aarne Reini    |
|      | Suécia (SWE)    | Einar Karlsson |

### Luta greco-romana - 61-66 kg
| Pos. | País                 | Atletas       |
| ---- | -------------------- | ------------- |
|      | Finlândia (FIN)      | Lauri Koskela |
|      | Checoslováquia (TCH) | Jozef Herda   |
|      | Estônia (EST)        | Voldemar Väli |

### Luta greco-romana - 66-72 kg
| Pos. | País            | Atletas         |
| ---- | --------------- | --------------- |
|      | Suécia (SWE)    | Rudolf Svedberg |
|      | Alemanha (GER)  | Fritz Schäfer   |
|      | Finlândia (FIN) | Eino Virtanen   |

### Luta greco-romana - 72-79 kg
| Pos. | País           | Atletas            |
| ---- | -------------- | ------------------ |
|      | Suécia (SWE)   | Ivar Johansson     |
|      | Alemanha (GER) | Ludwig Schweickert |
|      | Hungria (HUN)  | József Palotás     |

### Luta greco-romana - 79-87 kg
| Pos. | País          | Atletas        |
| ---- | ------------- | -------------- |
|      | Suécia (SWE)  | Axel Cadier    |
|      | Letônia (LAT) | Edvīns Bietags |
|      | Estônia (EST) | August Neo     |

### Luta greco-romana - +87 kg
| Pos. | País           | Atletas           |
| ---- | -------------- | ----------------- |
|      | Estônia (EST)  | Kristjan Palusalu |
|      | Suécia (SWE)   | John Nyman        |
|      | Alemanha (GER) | Kurt Hornfischer  |

## Quadro de medalhas da luta
| Ordem | País               | Medalha de ouro | Medalha de prata | Medalha de bronze | Total |
| ----- | ------------------ | --------------- | ---------------- | ----------------- | ----- |
| 1     | SWE Suécia         | 4               | 3                | 2                 | 9     |
| 2     | HUN Hungria        | 3               | 0                | 1                 | 4     |
| 3     | FIN Finlândia      | 2               | 1                | 3                 | 6     |
| 4     | EST Estônia        | 2               | 1                | 2                 | 5     |
| 5     | USA Estados Unidos | 1               | 3                | 0                 | 4     |
| 6     | TUR Turquia        | 1               | 0                | 1                 | 2     |
| 7     | FRA França         | 1               | 0                | 0                 | 1     |
| 8     | GER Alemanha       | 0               | 3                | 4                 | 7     |
| 9     | TCH Checoslováquia | 0               | 2                | 0                 | 2     |
| 10    | LAT Letônia        | 0               | 1                | 0                 | 1     |
| 11    | CAN Canadá         | 0               | 0                | 1                 | 1     |